# Beatlemanía (musical)

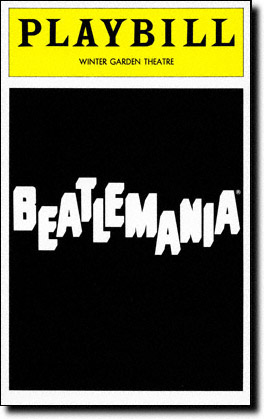
Portada de Playbill de la producción de Broadway de 1977 de Beatlemania.

Beatlemanía fue una revista musical de Broadway que se centró en la música de The Beatles que se refería a los acontecimientos y las actitudes cambiantes de los años sesenta tumultuosos. Un "Rockumentary", anunciado como "No a los Beatles, sino una simulación increíble", funcionó desde 1977 hasta 1979 por un total de 1006 actuaciones.

## Historia
Originalmente concebida y producida por Steve Leber y David Krebs, Beatlemanía empezó previstas el 26 de mayo de 1977 en Boston. Se estrenó en Broadway en el Teatro Winter Garden el 31 de mayo de 1977, (después de obtener una vista previa del 26 de mayo) y funcionó hasta el 17 de octubre de 1979, para un total de 1006 actuaciones. Durante su carrera de Nueva York, el programa se trasladó al Teatro Lunt-Fontanne y, finalmente, el Palace Theatre. La producción fue nominada para el Premio 1978 de Tony al Mejor Diseño de Iluminación por el diseñador de Jules Fisher.
Después de haber cerrado en Broadway, el "Bus Beatlemanía y gira del camión", comenzó, en funcionamiento hasta 1983 y de gira por todo Estados Unidos y en todo el mundo. Una demanda presentada por la empresa de los Beatles Apple Corps terminó oficialmente el programa por un período de tiempo, pero giras avivamiento continúan todavía hoy.
En su apogeo, la Beatlemanía tenido varios shows permanentes en varias ciudades de todo el mundo y varios semi-temporales muestra en muchas más ciudades en los EE. UU. y el resto del mundo. Una canción actualizada, "With the Beatles", fue creado como un homenaje a la música en 1983.
A medida que el espectáculo se expandió en sus años de formación de más de 50 miembros del reparto original formado 10 literas (o lanza de un conjunto único de cuatro). A medida que el espectáculo de Nueva York continuó con su carrera, espectáculos fueron abiertos en Los Ángeles, Chicago, Cincinnati y Londres. Corto plazo de los viajes Australia, Europa, Asia y África se produjeron después de 1982 y los circuitos de avivamiento continúan hoy en día.

## Beatlemanía: El álbum
En 1978, lanzó una banda sonora de la Beatlemania homónimo a la muestra que incluye las contribuciones de la primera colada y el segundo de los artistas del espectáculo (así como cinco músicos adicionales fuera del escenario - teclados, violín, chelo, saxo / flauta / grabador; la trompeta / Picollo trompeta y oboe). Lanzado en Arista Records en 1978, el álbum recibió cálida reacción del público, incluso la colocación en el Billboard 200 durante varias semanas antes de caer en el olvido de vinilo. Las pistas del álbum incluía a la mayoría pero no todos lista de canciones del espectáculo original y varios de los temas fueron bien re-grabado total o parcialmente re-grabado en el estudio. Los miembros del reparto que aparecen en el álbum incluyen Mitch Weissman, Pecorino Joe, Les Fradkin, Mcneill Justin Clark, Randy, Kailing Reed, PM Howard y Taylor Bobby.

## Beatlemanía: La película
Después de tres años de producción de Estados Unidos Video Productions se interesó en hacer una versión cinematográfica del espectáculo la Beatlemania. Después de una breve negociación del contrato, la Beatlemania: La película comenzó su producción a finales de 1980 (poco antes del asesinato de John Lennon). El reparto de la película contó con Mitch Weissman (bajo), David León (guitarra rítmica), Tom Teeley (guitarra solista), y Ralph Castelli (batería). Las reacciones a la Beatlemania: La película era fría y los planes para una película de seguimiento fueron inmediatamente dejados de lado después de varias malas críticas de la forma en que se produjo la película (varios críticos se quejaron de que la película sea demasiado basada en el arte y no digno de ser asociado con la Beatlemania stageshow).

## Miembros del elenco
Debido a la tensión vocal (sobre todo de "Paul") que participan en hacer 10 o más programas por semana, cada producción utiliza dos (2) arroja o "Literas", ya que fueron doblados por el director musical de arena Yaguda. La producción original de Broadway ofreció Litera 1 (Mitch Weissman, Pecorino Joe, Les Fradkin y McNeill Justin) y 2 literas (Randy Clark, Kailing Reed, Howard y Taylor PM Bobby). miembros posteriores del reparto de la producción de Leber-Krebs son conocidos como miembros "originales" del elenco, como el programa ampliado con varios modelos de gira. Sin embargo, es una práctica común para las bandas de tributo a los Beatles para promocionarse falsamente, como "original Broadway Cast".
John Lennon
- Joe Pecorino
- Randy Clark
- Michael Palaikis
- David Leon
- Marshall Crenshaw
- Mark "Farquar" Vaccacio
- Peter McCann
- Bob Williford
- Robert Wirth
- Jim Riddle
- Steve Landes

Paul McCartney
- Mitch Weissman
- Reed Kailing
- Lenie Colacino
- Alan LeBoeuf
- Glen Burtnick
- Tony Kishman
- Joey Curatolo
- Jim Odom
- David Grahame
- Don Linares
- Jim Cushing
- John Redgate
- Billy J. Ray

George Harrison
- Les Fradkin
- P.M. Howard
- Tom Teeley
- Rob Laufer
- Richie Gómez
- Jimmy Pou
- Bob Miller
- Peter Santora
- Chris Gavin
- Joe Bithorn
- Richi Ray

Ringo Starr
- Justin McNeil
- Bobby Taylor
- Bennett Gale
- Louie Colucci
- Ralph Castelli
- Sy Goraieb
- Bobby Forte
- Al Sapienza
- Rick Bloom
- Phil Lomedico
- Neil Floyd
- Gemma Press